# رواسكا
رواسكا (بالإيطالية: Roaschia) هي بلدية تقع في مقاطعة كونيو ضمن إقليم بيمونتي شمال غربي إيطاليا، تبعد حوالي 90 كم جنوب تورينو وحوالي 15 كم جنوب غرب كونيو.
تحد رواسكا البلديات التالية: أنتراكويه، روبيليانتي، روكاڤيونه، ڤالديري، وڤيرنانته.